# Годвін Брумовський

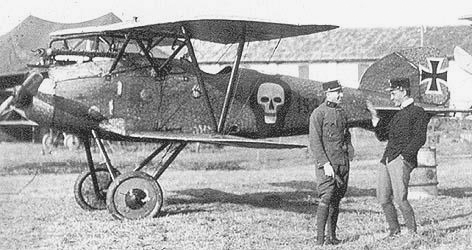
Годвін Брумовський (зліва) біля свого винищувача-біплана Albatros D.III

Годвін Брумовський (пол. Godwin Brumowski; 26 липня 1889, Вадовиці — 3 червня 1936, Схіпхол) — найрезультативніший льотчик-ас Австро-Угорщини. У роки Першої світової війни отримав 35 підтверджених і 8 непідтверджених повітряних перемог.

## Біографія
Годвін Брумовський народився 26 липня 1889 в місті Вадовицях, що входив у той час до складу Австро-Угорщини. Народившись в родині військового, Годвін також обрав для себе військову кар'єру і вступив до військово-технічної академії в місті Медлінг, яку закінчив 18 серпня 1910. Після закінчення навчання Брумовському було присвоєно звання лейтенанта, в якому він був направлений у 29-й артилерійський полк.
На початок Першої світової війни Брумовський отримав звання старшого лейтенанта. У перший рік війни він служив на Східному фронті у 6-й артилерійської дивізії, проте в липні 1915 він був направлений до Чернівців, де базувалася 1-а ескадрилья на місце офіцера-спостерігача розвідувального літака. У цій ролі Брумовський, який літав на літаку Albatros B.I, незабаром зарекомендував себе як один з найкращих спостерігачів, що служили на Східному фронті. 12 квітня 1916 літак Брумовського при бомбардуванні позицій російських військ, разом з шістьма іншими австро-угорськими літаками, вступив в бій з сімома російськими винищувачами, в ході якого Брумовський здобув дві свої перші повітряні перемоги. Свою третю перемогу здобув 2 травня того ж року.
Після цього, Брумовський закінчив літні курси і 3 липня 1916 повернувся в 1-шу ескадрилью вже в ролі пілота. У листопаді того ж року він був відряджений в 12-у ескадрилью, яка діяла на Італійському фронті. 3 грудня здобув свою четверту перемогу вже на літаку Hansa-Brandenburg D.I, спільно з двома іншими літаками збили італійський бомбардувальник. 2 січня 1917, Брумовський здобув свою п'яту перемогу, офіційно ставши таким чином льотчиком-асом.
У лютому 1917 року була сформована 41-а ескадрилья, яка стала першою австро-угорською чисто винищувальною ескадрильєю і Брумовський був призначений її командиром. Перед вступом на посаду, Годвін був з 19 по 27 березня прикомандирований до німецької 24-ї винищувальної ескадрильї, яка базувалася на Західному фронті, щоб набути реального бойового досвіду у складі винищувальної авіації. У квітні він вступив у командування 41-ї ескадрильї і залишався на цій посаді майже до самого кінця війни. З травня по червень 1917 року отримав ще 4 підтверджених і 2 непідтверджених перемоги, а з 10 по 18 серпня — одразу 12 підтверджених та 6 непідтверджених, довівши таким чином свій рахунок до 21 підтверджених і 8 непідтверджених перемог. Весь цей час основним літаком Брумовського залишався Hansa-Brandenburg D.I, хоча він здійснював вильоти і на інших літаках, в тому числі Österreichische Aviatik D.I — першому винищувачі австро-угорської розробки. З кінця серпня, Брумовський почав здійснювати вильоти в основному на літаку Albatros D.III.
1 лютого 1918 Albatros D.III Брумовського отримав серйозні пошкодження в бою з сім'ю або вісьмома італійськими винищувачами, але зумів дотягнути до свого аеродрому. А вже 4 лютого, знову на D. III, Брумовському довелося вступити в бій з вісьмома британськими винищувачами, в ході якого його літак отримав важкі ушкодження. Тим не менш, він знову зумів, хоча і з труднощами, досягти свого аеродрому. У ході аварійної посадки, літак перекинувся, але Брумовський зумів уникнути серйозних поранень.
На початок червня 1918 року він довів свій рахунок вже до 31 підтверджених перемог, а останні 4 були здобуті ним під час останнього ж австро-угорського наступу у Першій світовій війні — битви на П'яве. Останню свою повітряну перемогу у війні він здобув 20 червня, а 25 червня Брумовський був відкликаний з фронту.
Після війни, в 1920 Брумовський переїхав у Трансільванію, але в 1930 повернувся в Відень, де заснував власну льотну школу, якою продовжував керувати аж до своєї загибелі 3 червня 1936 в авіакатастрофі під час навчального польоту в районі аеропорту Схіпхол в Нідерландах.

## Нагороди
- Золота і срібна медаль за хоробрість (Австро-Угорщина) для офіцерів
- Срібна і бронзова медаль «За військові заслуги» (Австро-Угорщина)
- Орден Леопольда (Австрія), лицарський хрест з військовою відзнакою і мечами
- Орден Залізної Корони 3-го класу з військовою відзнакою
- Залізний хрест 2-го класу
- Пам'ятна військова медаль (Австрія) з мечами